# Damaszkin Arzén
Némethi Damaszkin Arzén (Temesvár, 1854. október 9. – Budapest, 1914. november 7.) földbirtokos, Afrika-utazó, vadász.

## Családja és származása
Bácskai földbirtokos nemesi családba született, édesapja némethi Damaszkin György (1816–1867), Bem József várfogságot is megjárt tábornoka, édesanyja pedig földvári és bernátfalvi Földváry Etelka (1823–1908). Az apai nagyszülei némethi Damaszkin Antal, földbirtokos, valamint kevermesi és vizesi Tököly Ilona (1788–1874) voltak. Az anyai nagyszülei földvári és bernátfalvi Földváry Miklós (1801–1837), földbirtokos, valamint felső-kubini és deménfalvi Kubinyi Amália (1802–1892) voltak. Damaszkin Azrén apai nagyapai dédapja Lyubomirovics István 1799. december 20-án magyar nemességet, családi címert és a "németi" nemesi előnevet is szerezte adományban; ugyanakkor királyi engedélyt is szerzett a "Damaszkin" vezetéknév felvételére a Lyubomirovics-ot teljesen hanyagolva.

## Élete
Már 12 évesen vadászni járt. 1881-ben lépett be az Országos Magyar Vadászati Egyesületbe, ahova aztán később maga is gyűjtött tagokat. 1883-ban Temes vármegye szalonkalövési rekordját állította be 30 példánnyal. Nem csak a Bánságba, de az ország számos vidékére járt vadászni, így Somogyba és a Bakonyba is. 
Afrikai útjára több ok indította el, ahogy ő maga írja egyik levelében, „részint a közügyek, részint magánügyeim meguntatták, velem az ittlétet." Egy másik leveléből azonban kiderül, hogy részben a Damaszkin rokonságához tartozó színésznő, Schratt Katalin Ferenc Józseffel folytatott viszonya miatt szándékozott útra kelni. Jóbarátja, Teleki Sámuel biztatására indult végül el Afrika földjére. Először nem akart magával vinni senkit, de Madarász Gyula ornitológus barátja unszolására preparátorként magával vitte Kittenberger Kálmánt. A szerény anyagi körülményekkel bíró Kittenberger azonban nem kapott anyagi támogatást a Nemzeti Múzeumtól még az utazás költségeinek fedezésére sem, ezért Damaszkin elintézte neki, hogy egy évnyi fizetett szabadságot kaphasson, amiből végül futotta az utazásra. Azonban sem az utazás alatt, sem később nem alakult ki kettejük között baráti viszony, útjaik hamar ketté is váltak. Damaszkin vadászata nem volt túlságosan sikeresnek mondható, összesen 250 vadat lőtt afrikai útján. Hamarosan haza is tért, de ott hagyta felszerelését, ami lehetővé tette Kittenbergernek, hogy kint maradjon és folytathassa a munkát.
Damaszkin gyenge idegzetű volt, gyakori dühkitöréseit nem titkolta. A gyarmatokon járva ráeszmélt, hogy a nemzetiségi politika, amit Magyarország folytat, végül a vesztét fogja okozni. Ezért hazatérte után egy komoly összefoglalást írt erről a témáról, amit el is küldött Kossuth Ferencnek, de művének nyoma sincs későbbi hatásairól.
1914-ben hunyt el, a családi sírboltban, Lőkösházán helyezték örök nyugalomra. Halála után neve feledésbe merült. 1927-ben unokaöccse, ifj. Damaszkin István közölt egy helyreigazítást a Nimródban, és még párbajozott is érte. Ezek után Fekete István hozta elő a feledésből.

## Művei
- A maszáj fennsíkon, Budapest, 1904
- Ébred a dzsungel, Budapest, 1967 (társszerzőkkel)

Több útibeszámolója megjelent a Vadász- és Versenylapban is.